# 小行星9353
小行星9353（英語：9353）是一颗围绕太阳公转的小行星。1991年11月9日，杉江淳在Dynic发现了此天体。
这颗小行星的绝对星等为32.28450等。